# Teius oculatus

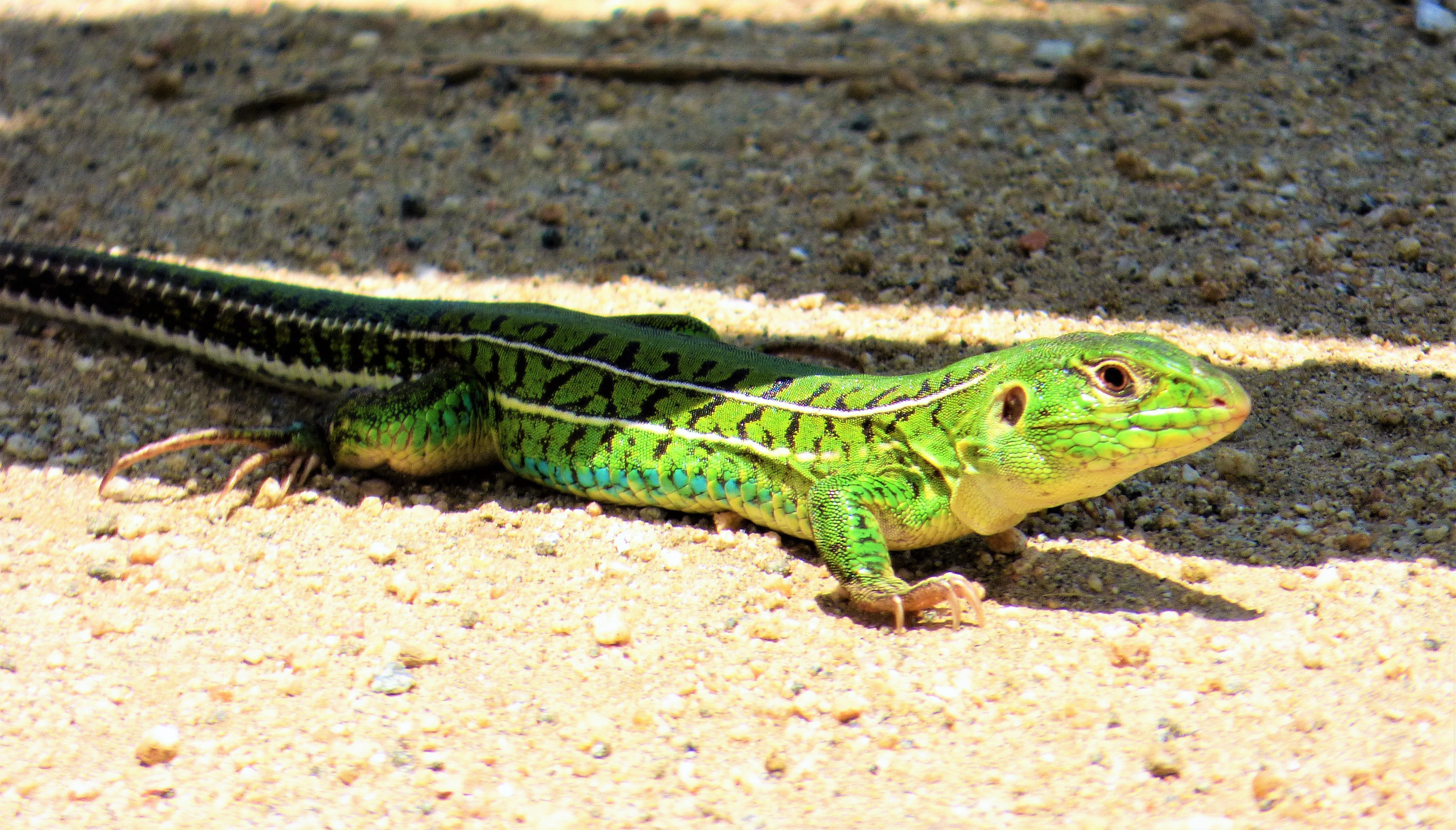
Lagartija verde de 4 dedos (Teius oculatus), Uruguay, 2015.

La lagartija verde cuatro dedos (Teius oculatus) es una especie de lagarto del género Teius. Este saurio habita en el centro-este de América del Sur.

## Distribución
Este saurio se distribuye desde el sur de Brasil (en los estados de Paraná a Río Grande del Sur), Paraguay, Uruguay y el centro de la Argentina, en las provincias de Chaco, Santa Fe, Entre Ríos, San Luis, La Pampa y Buenos Aires.

## Hábitat y hábitos
Habita en variados ambientes, mayormente asoleados: lomas cubiertas de pasto corto, junto a caminos de tierra, en terraplenes de ferrocarril, en ambientes de médanos fijados con pastizales ralos, en sierras, etc.
Es un saurio diurno y de dieta insectívora. Construye cuevas. Es predada por chimangos y culebras. Ante el peligro puede huir corriendo solo con sus patas traseras y con el cuerpo algo erguido.
Su reproducción es ovípara. Las cópulas se producen en septiembre. En los meses de noviembre a diciembre pone de 1 a 8 hasta 11 huevos blancos. Los coloca bajo piedras o en las hongueras de hormigueros. En enero se producen los nacimientos.

## Taxonomía
Teius oculatus fue descrita originalmente en el año 1837 por los zoólogos franceses Alcide d'Orbigny y Gabriel Bibron con el nombre científico de Ameiva oculata.
Ejemplar tipo
El ejemplar holotipo es el asignado con el código MNHN 2656.
Localidad tipo
La localidad tipo según los descriptores es: “Valparaíso, Chile” (error).

## Características
Teius oculatus es una lagartija pequeña a mediana con longitudes de hasta 40 cm. Su coloración general es verde vivo o pardo, sobre el que se disponen final líneas longitudinales claras, y apoyadas a estas manchas negras dejando una ancha faja libre en la región vertebral. Ventralmente es blanco. Los machos en el período nupcial exhiben sus lados de color turquesa.

## Conservación
En una clasificación del año 2012 esta lagartija fue categorizada como "No Amenazada".